# Second Star to the Right (Salute to Walt Disney)
Second Star to the Right (Salute to Walt Disney) ist ein Jazzalbum von Sun Ra & His Intergalaxtic Arkestra. Die am 29. April 1989 live im Jazzatelier Ulrichsberg entstandenen Aufnahmen erschienen 1995 auf Leo Records. Vom selben Konzert stammt auch der Mitschnitt Stardust from Tomorrow (1997).

## Hintergrund
Der Konzertmitschnitt Second Star to the Right (Salute to Walt Disney) entstand in einer künstlerischen Phase, als sich Sun Ra um 1989 verstärkt mit den Filmmusiken von Produktionen der Walt Disney Company beschäftigte, nachdem er gebeten wurde, „Pink Elephants on Parade“ aus dem Trickfilm Dumbo für ein Pop-Tributalbum an Walt Disney namens „Stay Awake (Various Interpretations of Music from Vintage Disney Films)“ (A&M, 1988) zu interpretieren. Ra war so angetan von der Disney-Musik und den dazugehörigen Bildern, dass er anfing, Shows vorzubereiten, die ausschließlich Walt Disney gewidmet waren. Bei der Aufführung dieses Materials ging das Arkestra so weit, die patentierten Mouseketeers-Ohren zu tragen, und hatte zudem einen Tänzer in einem Dumbo-Kostüm auf der Bühne.
Die ausgewählten Kompositionen reichen von obskuren Themen bis hin zu Liedern, die jedes Kind jeden Alters mitsingen könnte, notierte Al Campbell, etwa die Songs von Larry Morey und Frank Churchill wie „I’m Wishing“ und „Someday My Prince Will Come“ (aus Schneewittchen und die sieben Zwerge von 1937), des Weiteren das unheimliche „The Forest of No Return“ (aus Aufruhr im Spielzeugland, 1961), den Haupttitel während der Eröffnungssequenz von Peter Pan, „Second Star to the Right“ (von Gus Cahn, Sammy Fain) und „Zip a Dee Doo Dah“ von Allie Wrubel und Ray Gilbert (1946). Hinzu kam die Swing-Nummer „Frisco Frog“; dies war die B-Seite der Schellackplatte „Annie Laurie“ (1938 erschienen auf Decca #1569) von Jimmie Lunceford & His Orchestra.
Die Liner Notes zu dem Album schrieb der Sun-Ra-Forscher Hartmut Geerken. Die Veröffentlichung stammt von einem Tonband, das aus dem Publikum heraus aufgenommen wurde, und obwohl die Wiedergabetreue grundsätzlich gut ist, gibt es mitunter klanglich schlammige Momente.

## Titelliste
- Sun Ra: Second Star to the Right (Salute to Walt Disney) (Leo LR 230)[3]

1. The Forest of No Return (Bruns, Leven) 5:39
2. Someday My Prince Will Come (Churchill, Morey) 7:53
3. Frisco Fog (Roberts, Carr) 3:20
4. I’m Wishing (Churchill, Morey) 10:18
5. Zip a Dee Doo Dah (Allie Wrubel, Gilbert) 7:28
6. Second Star to the Right (Gus Cahn, Sammy Fain) 9:58
7. High Ho! High Ho! (Churchill, Morey) 9:06
8. Whistle While You Work (Churchill, Morey) 10:33

## Rezeption
Nach Ansicht von Richard Cook und Brian Morton, die das Album in The Penguin Guide to Jazz mit drei Sternen auszeichneten, sei „Frisco Frog“ zwar nicht aus Disney-Filmen, dafür aber das beste Stück auf dem Album, eine treibende, Eisenbahn-ähnliche Nummer, bei der die Abschnitte sorgfältig ausgearbeitet seien. Trotz aller klanglichen Mängel gebe es keine Klagen über die Qualität der Musik.
Al Campbell verlieh dem Album in Allmusic drei Sterne und schrieb, Sun Ra and his Intergalaxtic Arkestra gehe bei Second Star to the Right: Salute to Walt Disney weit über Novelty hinaus, denn so unterhaltsam und nachhaltig seien Novelties kaum. Die Titel würden klingen, als hätte Ra sie selbst geschrieben. Die Arrangements seien in der gleichen Swing-Manier wie seine Fletcher-Henderson-Hommagen. Der Gesang von June Tyson habe einen romantischen Reiz, während James Jacson seinen besten Louis-Armstrong-Interpretationen mache und bei „Zip a Dee Doo Dah“ zum Mitsingen anrege. Dies sei sicher kein essentielles Album für den Sun Ra-Neuling, aber wer sich frage, wie es gewesen wäre, in Sun Ras Kommune in Philadelphia abzuhängen und Dumbo mit dem Rest des Arkestra zuzusehen (eine Lieblingstätigkeit von Ra in seinen späteren Jahren), sollte sich diese Scheibe sofort zulegen.